# モディリアーニ弦楽四重奏団
モディリアーニ弦楽四重奏団（フランス語: Le quatuor Modigliani）は、2003年にパリで結成されたフランスの弦楽カルテットである。
パリ国立高等音楽・舞踊学校に在校していた4人の学生により2003年に結成された。4人は同コンセルヴァトワールでイザイエ弦楽四重奏団に師事した。結成当初のメンバーは次の通りであった。
- 第1ヴァイオリン、フィリップ・ベルナール（Philippe Bernhard）
- 第2ヴァイオリン、ロイク・リオ（Loïc Rio）
- ヴィオラ、ロラン・マルフェング（Laurent Marfaing）
- チェロ、フランソワ・キエフェル（François Kieffer）

2016年9月に第1ヴァイオリンのフィリップ・ベルナールが抜けた。代わりに、フランス放送フィルハーモニー管弦楽団のスーパーソリストであったアモリ・コエトー（Amaury Coeytaux）が第1ヴァイオリンとして2016年12月1日に加入した。
2004年にプロ弦楽四重奏団のヴァルター・レーヴィンとクルターグ・ジェルジュのマスタークラスを受講した。また、同年にアイントホーフェンで開催されたフリッツ・フィリップス国際弦楽四重奏コンクールで入賞した。2005年にはベルリン芸術大学に招かれ、アルテミス弦楽四重奏団と共同制作を行った。また、同年にフィレンツェのヴィットリオ・リンボッティ・コンクールで入賞した。2006年にはニューヨークのヤング・コンサート・アーティスツ・オーディションズで優勝した。
モディリアーニ弦楽四重奏団は、2005年9月に作曲家のカロル・ベファ（Karol Beffa）を囲むサークルを作った。2008年11月にはアカデミー・シャルル＝クロスが、モディリアーニ弦楽四重奏団によるハイドンの弦楽四重奏曲集の録音に対してディスク・グランプリ賞を授与した。この録音は、その他にも、クラシック音楽専門雑誌を含むさまざまな媒体でレビューが寄せられている。2009年には批評家協会から新人賞を受賞した。
2008年9月にモディリアーニ弦楽四重奏団は、19世紀のヴァイオリン製作者、ジャン＝バティスト・ヴュイヨームが製作した4挺の「エヴァンジェリスト」（Évangélistes）を用いて演奏を行った。これは la Swiss Global Artistic Foundation が用意したものである。現在は、ジョヴァンニ・バティスタ・グアダニーニ、アレサンドロ・ガリアーノ、アントニオ・マリアーニ、マテオ・ゴフリラーを使用している。
2014年、モディリアーニ弦楽四重奏団はエヴィアン音楽祭の芸術監督に就任することが決まった。同音楽祭は1976年にアントワヌ・リブーにより創設され、長らくムスティスラフ・ロストロポーヴィチが芸術監督をしていたが2001年ごろに中止になった。13年の中断を経てエヴィアン・リゾートとモディリアーニ弦楽四重奏団との共同指揮の下、新しい時代を刻むこととなった。
2016年から2017年にかけてのシーズンでは、日本、韓国、アメリカでも演奏を行った。このとき、アメリカではカーネギーホールを貸切にした。日本では2016年9月22日、23日の日程で王子ホールでシューマンの3曲の弦楽四重奏曲と、ピアノ四重奏曲、ピアノ五重奏曲を演奏した。